# アイザック・ロッダ
アイザック・ロッダ（Izack Rodda、1996年8月20日 - ）は、プロD2・プロヴァンス・ラグビーに所属するラグビーユニオン選手。

## プロフィール
- オーストラリア・リズモー出身[1]。
- ポジションはロック(LO)。
- 身長 202cm、体重 119kg[2]
- オーストラリア代表キャップは34（2025年1月現在）でラグビーワールドカップ2019のオーストラリア代表に選ばれた[3]。

## 略歴
クイーンズランド・カントリーを経て、2017年、レッズに加入。
2020年、リヨンOUに加入。
2021年、フォースに加入。
2024年、プロヴァンスに加入。